# Arrows Grand Prix International
Arrows Grand Prix International fue una escudería y constructor de Fórmula 1, entre 1978 y 1990 y de 1997 al 2002. Entre 1991 y 1996, esta escudería se llamó  Footwork. En toda su historia, logró sumar 9 podios en casi 400 Grandes Premios, más una pole position.

## Historia

### Inicios
Fundada en 1977 por el financiero italiano Franco Ambrosio, junto a Alan Rees, Jackie Oliver, Dave Wass y Tony Southgate, tras la partida de estos cuatro últimos del equipo Shadow. Nótese que el nombre del equipo Arrows no es sólo una palabra en inglés adecuada para el deporte motor (puede traducirse como "flechas"), sino que también juega con las iniciales de los apellidos de sus fundadores.
El equipo se fundó en Milton Keynes, en Inglaterra, y produjo su primer auto en tan solo 53 días. Una de las primeras contrataciones de la escudería fue la del piloto Riccardo Patrese, que logró puntuar en Long Beach en la tercera carrera disputada por el equipo. Como la mayoría de los equipos de aquella época, el monoplaza fue equipado con los accesibles motores Ford Cosworth DFV, de probada fiabilidad y muy desarrollado por escuderías como Lotus o McLaren que llegaron a lograr títulos con esa motorización.
Ambrosio debió abandonar la escudería de forma forzosa, tras ser encarcelado por manejos financieros irregulares en Italia. Mientras tanto, la escudería Shadow inició una demanda a Arrows por considerar que el modelo Arrows FA1 era una copia del Shadow DN9. El equipo decidió 
entonces diseñar un nuevo coche, el A1. Este último fue completado en 52 días y estuvo listo justo un día después que una corte de Londres le prohibiera al equipo utilizar el FA/1.

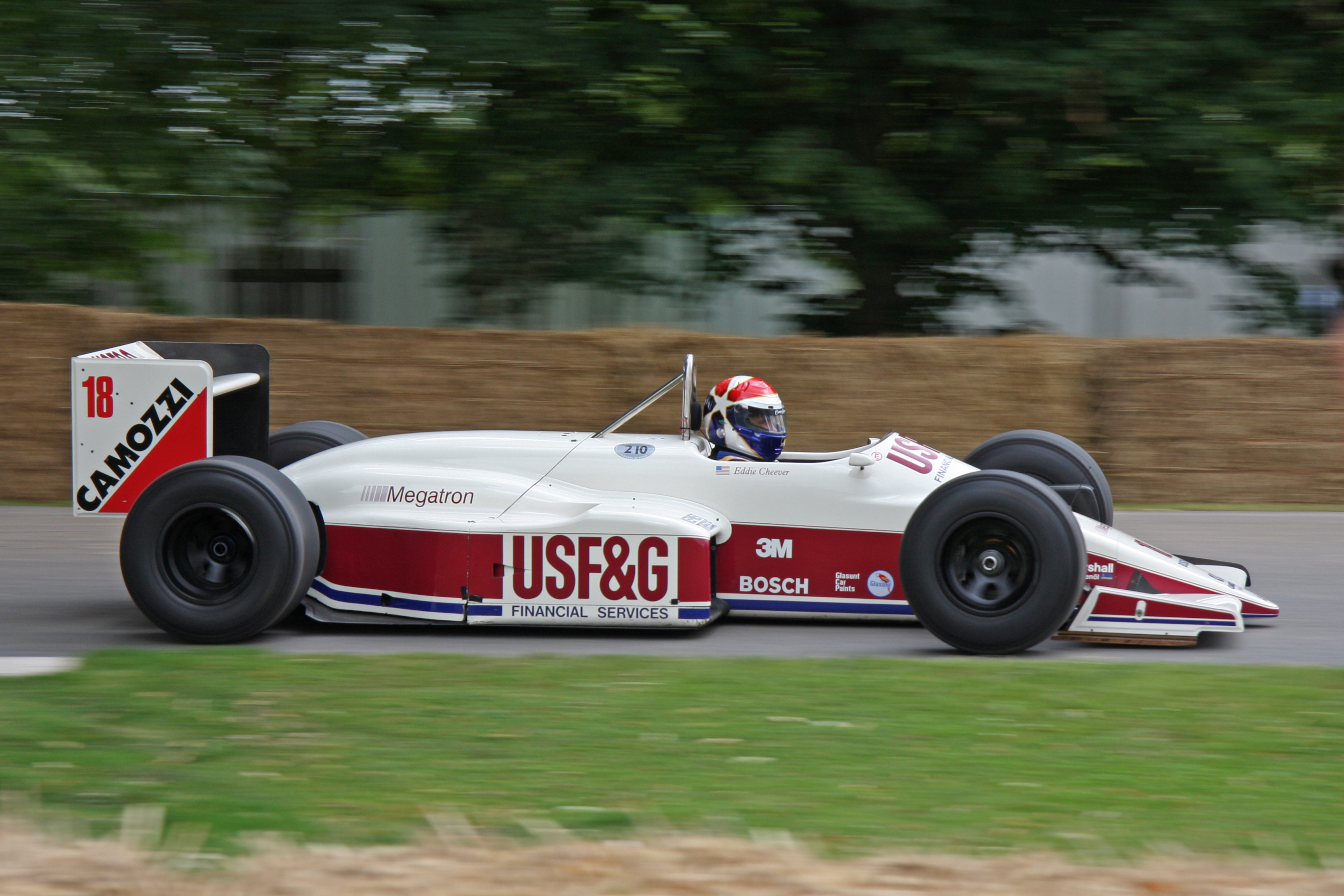
Eddie Cheever en un Arrows con motor Megatron.

En septiembre, en Monza, Patrese se vio involucrado en un accidente que se cobró la vida del piloto Ronnie Peterson, y sus colegas le aconsejaron no conducir en Estados Unidos. La FIA prohibió a Patrese que condujera en Estados Unidos durante ese año. En 1981, Patrese obtendría la única pole position del equipo en el Gran Premio del oeste de los Estados Unidos, carrera que lideró hasta que problemas mecánicos forzaron su retiro. La escudería finalizó ese año en el octavo lugar del campeonato de constructores.
En 1984, con los motores turbo BMW y la tabacalera Barclay como anunciante, las cosas mejoraron para Arrows. Esa temporada el equipo finalizó en la novena posición del campeonato, y al año siguiente alcanzó la octava. Los años 1986 y 1987 siguieron utilizando los motores de BMW para el Arrows A8. En 1987, BMW dejó de proveer a la escudería con sus impulsores, que fueron reemplazados por los Megatron. Sin embargo, esto no impidió al equipo inglés lograr lo que serían sus mejores resultados, con una sexta posición en 1987 y un cuarto puesto en 1988, este último gracias a las frecuentes puntuaciones de los pilotos Eddie Cheever y Derek Warwick.

### Footwork

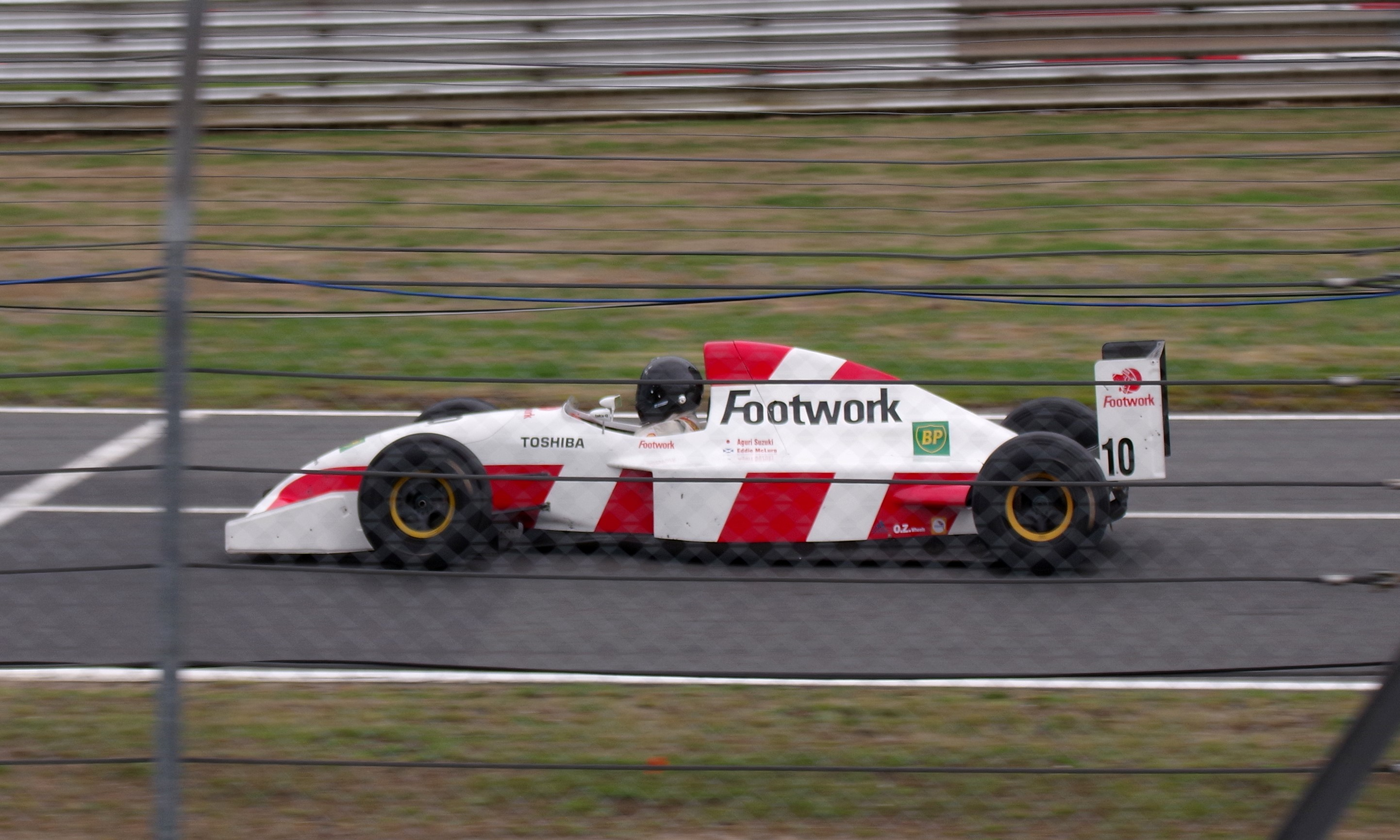
Footwork FA13 del año 1993.

El empresario japonés Kazuo Ito invirtió en Arrows en 1990, y los coches del equipo empezaron a mostrar el logo de Footwork en un lugar prominente. La escudería pasó a llamarse Footwork en 1991, y se firmó un acuerdo con Porsche para que proveyera los motores aunque, a pesar de eso, la temporada fue desastrosa.
Al año siguiente, el equipo utilizó impulsores Mugen. Arrows siguió compitiendo bajo la denominación de Footwork hasta su retiro de la categoría justo antes de la temporada 1996, cuando ya había vuelto a su nombre original. No obstante, Jackie Oliver retuvo el control del equipo a lo largo de todos estos años.

### Compra por Tom Walkinshaw

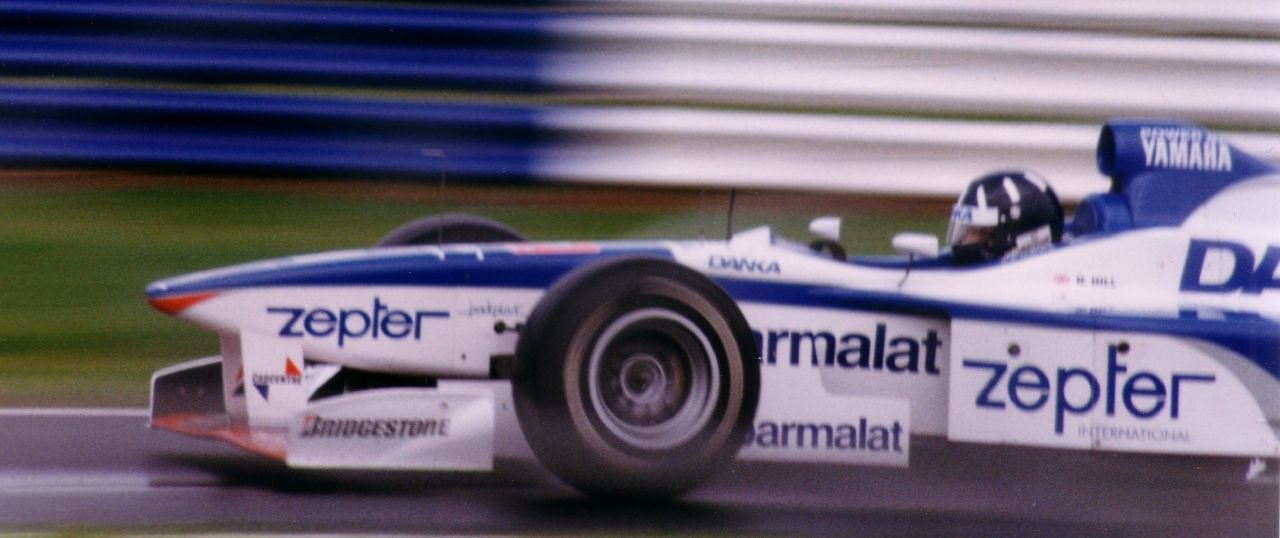
Damon Hill en Arrows, 1997.

En marzo de 1996, Tom Walkinshaw compró parte del paquete accionario de la escudería, y en septiembre de ese año logró contratar a quien se coronaría campeón de la categoría en esa temporada, Damon Hill. Para poder pagar el elevado salario del campeón, también se contrató al acaudalado brasileño Pedro Diniz, quien llevó varios patrocinadores. El equipo estuvo cerca de lograr su primera victoria en el Gran Premio de Hungría de 1997 tras una serie de circunstancias favorables, pero fallos en la caja de cambios en las vueltas finales hicieron que Hill quedase en segundo lugar.
En los años siguientes, Walkinshaw adquirió el resto de las acciones a Oliver. Brian Hart, quien venía diseñando los motores del equipo desde 1995, fue contratado por la escudería para diseñar los impulsores que llevarían la marca Yamaha, y más adelante el mismo nombre de la escudería.

### Sociedad con Orange

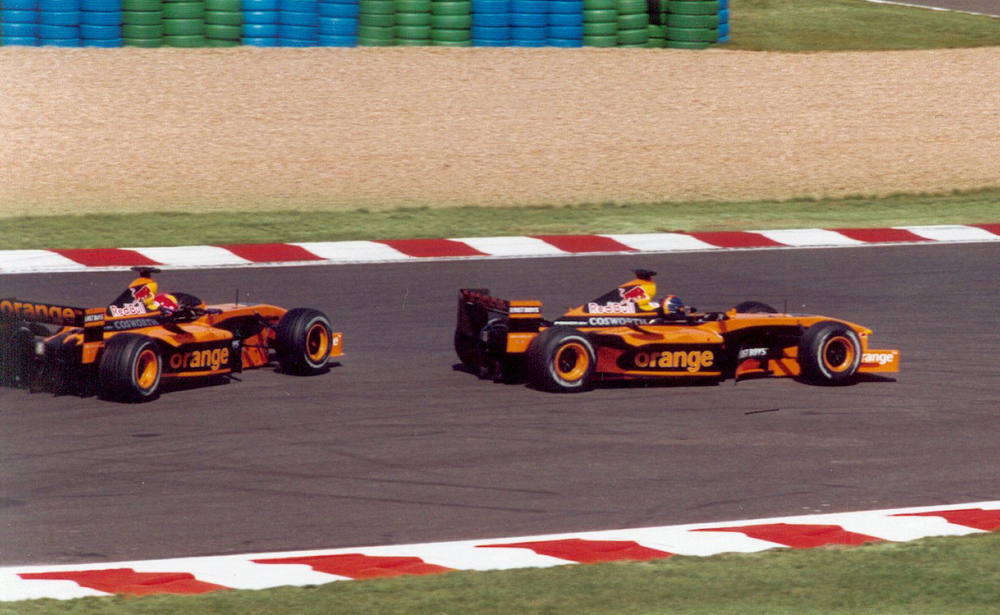
Frentzen y Bernoldi en el GP de Francia de 2002.

En el año 2000 el equipo presenta una nueva imagen al desarrollar un nuevo chasis competitivo e incorporar motores desarrollados por Supertec. Al mismo tiempo, logró firmar un acuerdo publicitario con la empresa francesa de telecomunicaciones Orange S.A., lo que supuso un gran cambio en su imagen corporativa. El equipo dejó de luchar únicamente con Minardi y fue capaz de presentar batalla a equipos de mitad de grilla como Sauber y Jordan tanto en clasificaciones como en carrera, puntuando sus dos pilotos Pedro Martínez de la Rosa y Jos Verstappen en varios Grandes Premios.
En 2001 se produce una modificación en la plantilla de pilotos, siendo presentado el brasileño Enrique Bernoldi como nuevo compañero del neerlandés Jos Verstappen. Bernoldi ingresó al equipo reemplazando a Pedro Martínez de la Rosa, quien fichó en esa temporada para Jaguar Racing. Al mismo tiempo, presentaron nuevo cambio de motor, esta vez con Asiatech (antes Peugeot) manteniéndose como un equipo de parrilla media-baja, pero destacándose en actuaciones como en la del A1-Ring (Verstappen fue uno de los más rápidos) y la de Mónaco debido a que Bernoldi resistió durante gran parte de la carrera los embates de David Coulthard (McLaren MP4/16) que venía remontando puestos desde la última posición.

### Debacle
En 2002 Arrows modificó parcialmente su plantilla al contratar al alemán Heinz-Harald Frentzen, quien se había quedado sin butaca tras la bancarrota del equipo Prost Grand Prix (había arrancado el 2001 en Jordan, pero fue despedido y suplantado por el francés Jean Alesi, cuya vacante en Prost fue ocupada por el alemán). Su contratación sirvió para suplir la vacante dejada por Jos Verstappen. Junto a Frentzen, continuaba en su butaca el brasileño Enrique Bernoldi. Otra novedad llegó en la parte de los motores, donde tras la experiencia con asiatech (Asia motor tech) se optó por los económicos motores Cosworth.
A pesar de las expectativas puestas, esta temporada marcó el fin de la escudería y su participación en la Fórmula 1, ya que luego de que su propietario Tom Walkinshaw buscó infructuosamente comprar los activos de la desaparecida escudería Prost, con el objetivo de crear un nuevo equipo en paralelo a Arrows, comenzaron a surgir problemas financieros que hicieron mella en los planes del equipo por mantenerse en la categoría. En materia de resultados, los coches no entregaban la fiabilidad esperada, desertando en la mayoría de las competencias. Al mismo tiempo, dos episodios fueron decisivos para impactar de forma negativa en la escuadra, siendo el primero el vetado de la compra de Prost por parte de Walkinshaw, mientras que el segundo fue un revés judicial por una causa realizada contra el piloto Pedro Diniz, por la cual se lo acusaba de abandonar la escudería sin cumplir su contrato. Con todos estos ingredientes, la firma TWR entró en bancarrota, por lo que Arrows ya no tenía sustento para continuar compitiendo, razón por la cual terminó abandonando la temporada a solo 5 fechas del cierre de la temporada.